# Epipaleolithicum
Het epipaleolithicum is de naam die aan de mesolithische periode wordt gegeven in streken waar de jongste ijstijd, het Weichselien, geen grote rol speelde en het neolithicum veel eerder en geleidelijker begon dan in het noorden.

## Epipaleolithicum van Zuidwest-Azië
De epipaleolithische periode wordt in ieder geval in het Midden-Oosten, Anatolië en Cyprus onderscheiden van het (noordelijke) mesolithicum. Het epipaleolithicum begint, hoewel er regionale verschillen zijn, ongeveer 20.000 jaar (20 ka) BP en eindigt omstreeks 10.500 (10,5 ka) BP.
Net als in het mesolithicum worden vondsten gedomineerd door vuurstenen gereedschappen en pijlpunten (microlithen) die als pijl- of lanspunt aan een schacht bevestigd werden.

### Sedentaire culturen
Hoewel de meeste culturen nomadische jager-verzamelaars waren, ontstonden in de Levant ook de eerste vaste nederzettingen van de Natufische cultuur, en industriële vervaardiging van microlithen. Ook zijn er de eerste bewijzen voor de oogst en de opslag van wilde grassen.